# 27706 Strogen
27706 Strogen è un asteroide della fascia principale. Scoperto nel 1985, presenta un'orbita caratterizzata da un semiasse maggiore pari a 3,1390035 UA e da un'eccentricità di 0,1957726, inclinata di 11,05167° rispetto all'eclittica.